# 라벤 드 라 크루아
라벤 드 라 크루아(Raven De La Croix, 1947년 8월 24일 ~ )는 미국의 배우, 영화배우이다.
브롱크스에서 태어났다.

## 영화
- 프랭켄슈타인 Vs. 블러드 코브 괴물 (2005년)
- 히트 앤 선라이트 (1987년)
- 로스트 엠파이어 (1985년)
- 스크류볼스 (1983년)
- 해피 후커 2 - 워싱턴 가다 (1977년)